# Stanko Vrčon
Stanko Vrčon, slovenski zdravnik, * 12. september 1913, Dobravlje, Ajdovščina, † 2. julij 1976, San Francisco, Kalifornija.

## Življenje in delo
Rodil se je v revni družini. Očeta Franca, zidarja po poklicu, je zgodaj izgubil. Odločilen vpliv na njegovo življenje je imel Ivan Rejec, župnik v Svetem Križu. Nadarjenemu Vrčonu je priskrbel podporo in mu omogočil šolanje. Osnovno šolo do srede liceja je obiskoval v goriškem malem semenišču, ko je po nasvetu semeniškega spirituala Leopolda Cigoja izstopil in se privatno pripravljal na maturo, ki jo je opravil v Gorici. Po končanem študiju medicine v Padovi je v Gorici začel privatno prakso, katero je opravljal vse do kapitulacije fašistične Italije. Jeseni 1943 se je pridružil domobrancem in nadaljeval z zdravniško prakso v Ajdovščini. Zaradi te odločitve so mu ljudje iz kroga Osvobodilne fronte domače pregnali in mu požgali dom. V Ajdovščine je opravljal svoj poklic do konca aprila 1945, ko je preko Italije odšel v Združene države Amerike. Da je v novi domovini lahko opravljal svoj poklic je moral narediti izpite iz medicinskih predmetov, angleščine in ameriške ustave. Službo je dobil v San Franciscu, kamor sta za njim, po tragični bratovi smrti leta 1975 iz Argentine priselili tudi mati in sestra. V velikem mestu, kjer posameznik težko vzbudi pozornost, je bil Vrčon znan kot zdravnik ubogih in po krščanskem ter asketskem življenju. Njegov delavni dan je bil dolg od zgodnjih jutranjih ur do poznega večera. Med zdravniki v San Franciscu je bil edini ki se je upal ponoči v nevarne četrti mesta, čeprav so ga tam večkrat napadli in okradli. O njegovi smrti so poročali tako na radiu kot TV.